# Новая резиденция (Пассау)
Новая епископская резиденция (нем. Neue bischöfliche Residenz) — дворец в стиле барокко в немецком городе Пассау.
Расположена на площади Резиденцплац напротив кафедрального собора. Построена в 1712—1730 годах в стиле венского барокко архитекторами Доменико де Анжели итальянского происхождения и Антонио Бедуззи. Перестроена в 1764—1774 годах при епископе Леопольде Эрнсте фон Фирмиане, когда был оформлен современный фасад и на крыше установлена балюстрада. В 1768 году появилась большая лестница в стиле рококо, украшенная Иоганном Баптистом Модлером, и большая фреска с изображением олимпийских богов на потолке, выполненная Иоанном Георгом Унруэ.